# Domenico è sempre Domenico
Domenico è sempre Domenico (1958) è un album di Domenico Modugno.

## Il disco
Dopo la vittoria al Festival di Sanremo con Nel blu dipinto di blu e la conseguente notorietà internazionale di Modugno, l'RCA Italiana decide di sfruttare l'onda lunga del successo pubblicando un album/raccolta che raccoglie quattordici canzoni che il cantautore pugliese aveva inciso nel biennio in cui era sotto contratto sotto l'etichetta romana.
Di queste, sette sono inedite su LP: si tratta di La barchetta dell'ammuri, Scarcagnulu, Mese 'e settembre, Vecchio frack, E vene 'o sole, Musetto e Io, mammeta e tu.
La copertina raffigura una foto in primo piano del cantautore, mentre sul retro vi sono alcuni disegni che rappresentano le canzoni.

## Tracce
LATO A
1. Vecchio frack (testo e musica di Domenico Modugno)
2. 'o mese 'e settembre (testo di Riccardo Pazzaglia; musica di Domenico Modugno)
3. La donna riccia (testo di Domenico Modugno]; musica di Domenico Modugno e Romagnoli)
4. Scarcagnulu (testo e musica di Domenico Modugno)
5. Musciu niuru (testo e musica di Domenico Modugno)
6. E vene 'o sole (testo di Riccardo Pazzaglia; musica di Domenico Modugno)
7. Vitti 'na crozza (testo e musica tradizionale; rielaborazione di Domenico Modugno)

LATO B
1. Musetto (testo e musica di Domenico Modugno)
2. Ninna nanna (testo e musica di Domenico Modugno e Franco Nebbia)
3. Lu pisce spada (testo e musica di Domenico Modugno)
4. La sveglietta (testo di Domenico Modugno; musica di Franco Nebbia e Domenico Modugno)
5. La barchetta dell'ammuri (testo e musica di Domenico Modugno)
6. La cicoria (testo e musica di Domenico Modugno)
7. Io, mammeta e tu (testo di Riccardo Pazzaglia; musica di Domenico Modugno)